# Royal Army Pay Corps
El Reial Cos de Pagadors de l'Exèrcit (anglès: Royal Army Pay Corps - RAPC) era el cos de l'exèrcit britànic responsable d'administrar tots els assumptes financers. Es va fusionar amb el Cos General Adjunt el 1992.

## Història
Els primers "pagadors" existien a l'exèrcit abans de la formació del cos. Abans del segle xix, cada regiment tenia el seu propi pagador civil i el primer pagador comissionat es va introduir el 1792.
El 1870 es va formar un Subdepartament de Pagaments del Departament de Control; un establiment només per a oficials, va obtenir autonomia com a Departament de Pagaments de l'Exèrcit el 1878. El 1893 es va formar un Cos de Pagaments de l'Exèrcit, compost per altres rangs, per donar suport a la tasca del Departament. El 1920, el Departament de Pagaments de l'Exèrcit i el Cos de Pagaments de l'Exèrcit es van fusionar per formar el Cos de Pagaments de l'Exèrcit Reial (el prefix "Reial" es va conferir en reconeixement dels valuosos serveis prestats durant la Primera Guerra Mundial).
El 1919, les responsabilitats financeres es van dividir entre el RAPC, que gestionava els sous, i el Cos de Comptables Militars (CMA), que gestionava les finances de l'exèrcit. El CMA es va dissoldre el 1925 i les seves funcions i part del personal van ser transferits al RAPC.
Abans de la Segona Guerra Mundial, el RAPC no acceptava reclutes directament de la vida civil, sinó només transferències de soldats en servei que havien estat a l'exèrcit durant almenys sis mesos.Durant la Segona Guerra Mundial, els membres del Servei Territorial Auxiliar i els homes d'una "categoria mèdica inferior" sovint eren reclutats al cos. Inicialment rebien molt poca formació militar, però després d'una discussió al Parlament van ser entrenats en combat armat, especialment per als que estaven destinats a les línies del front, per preparar-se per a atacs sorpresa al quarter general. El Cos de Pagadors va requisar Dalewood House a Mickleham, prop de Dorking, Surrey, com a seu durant la Segona Guerra Mundial. La casa ara actua com a edifici principal de la Box Hill School , una escola pública establerta al poble el 1959. Amb les fusions al Cos General Adjunt el 1992, les seves funcions ara les duu a terme la Branca de Suport al Personal (SPS) .
Encapçalat per un Pagador en Cap, el cos era responsable de mantenir l'exèrcit financerament responsable davant els militars i Hisenda.